# Bagas
Bagas ist eine französische Gemeinde mit 287 Einwohnern (Stand 1. Januar 2022) im Département Gironde in der Region Nouvelle-Aquitaine. Ihre Bewohner nennen sich Bagassons.

## Geografie
Bagas liegt in den Niederungen der 133 Kilometer langen Dropt, die auch die nördliche Grenze bildet und etwa acht Kilometer südwestlich in die Garonne mündet. Etwa sechs Kilometer südlich liegt Langon, das auch einen eigenen Bahnhof besitzt. Am östlichen Ortsrand verläuft heute die zweispurige D 670, die bis vor wenigen Jahren noch als Nationalstraße 670 firmierte. Ursprünglich verlief sie über die alte Brücke durch den Ort. Ende der 1990er Jahre wurde südlich des bisherigen Ortskerns ein Neubaugebiet mit zirka 30 Bauplätzen erschlossen.

## Geschichte
Kernzelle des Ortes ist wahrscheinlich die Wehrmühle Bagas aus dem 11. Jahrhundert, die 1926 unter Denkmalschutz gestellt wurde. Die etwas erhöht liegende Kirche Notre-Dame aus dem 12. Jahrhundert wurde auf einer ehemaligen römischen Villa errichtet. Außerdem sehenswert ist das Waschhaus.

## Bevölkerungsentwicklung
| Jahr      | 1962 | 1968 | 1975 | 1982 | 1990 | 1999 | 2006 | 2017 |
| Einwohner | 202  | 200  | 197  | 158  | 144  | 173  | 201  | 295  |

## Baudenkmäler
Siehe: Liste der Monuments historiques in Bagas

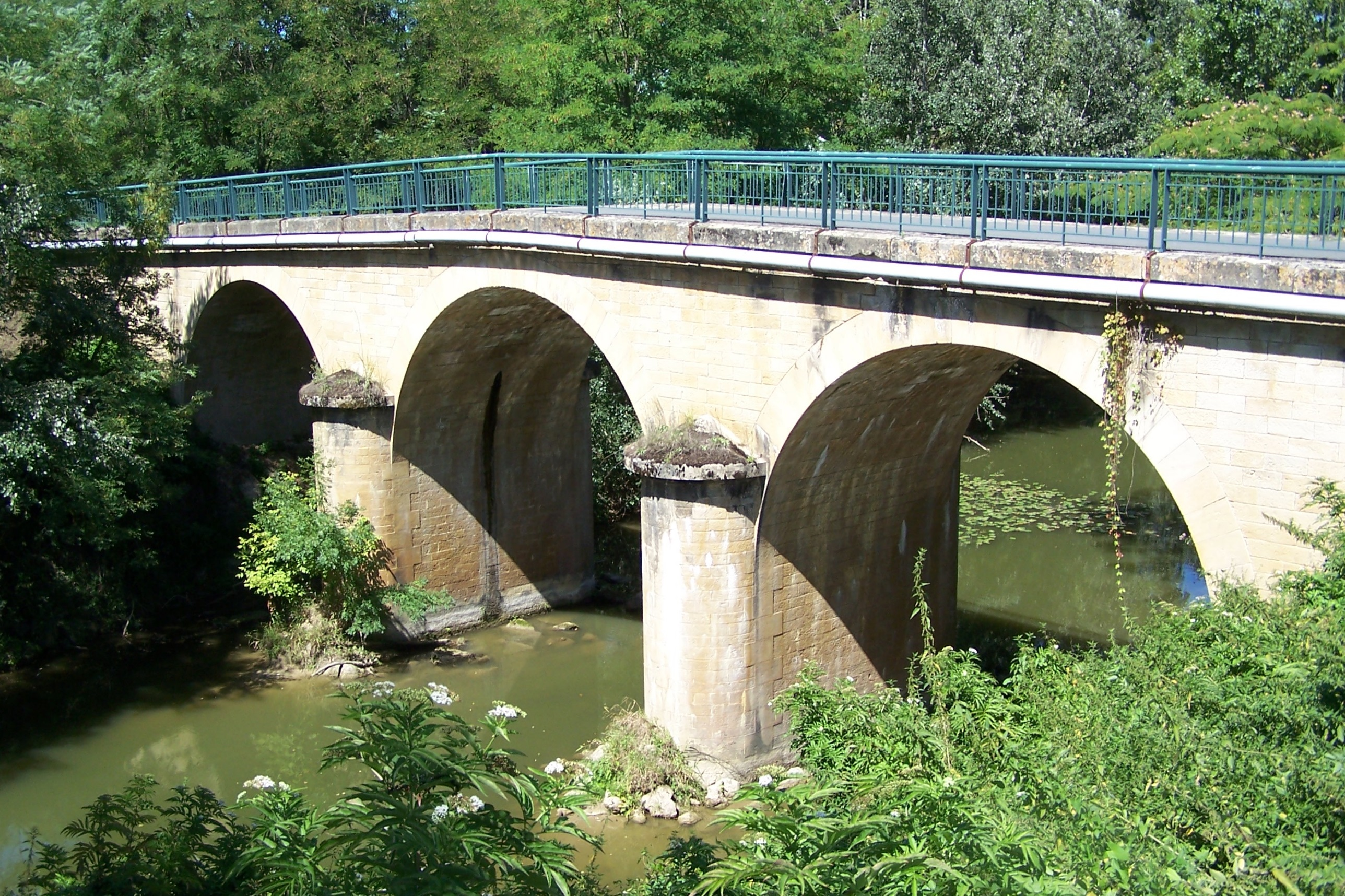
Alte Brücke über die Dropt
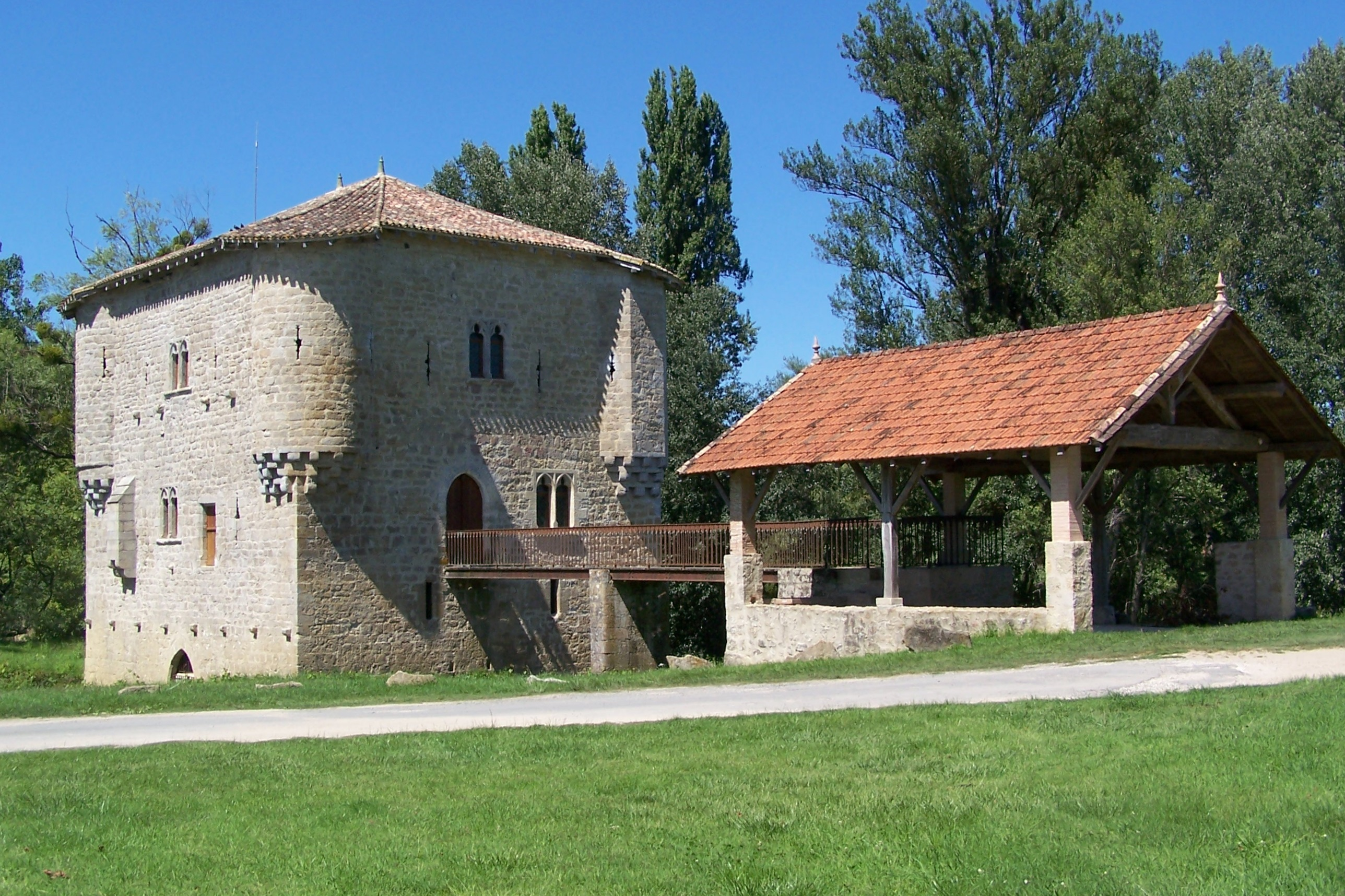
Wehrmühle Bagas
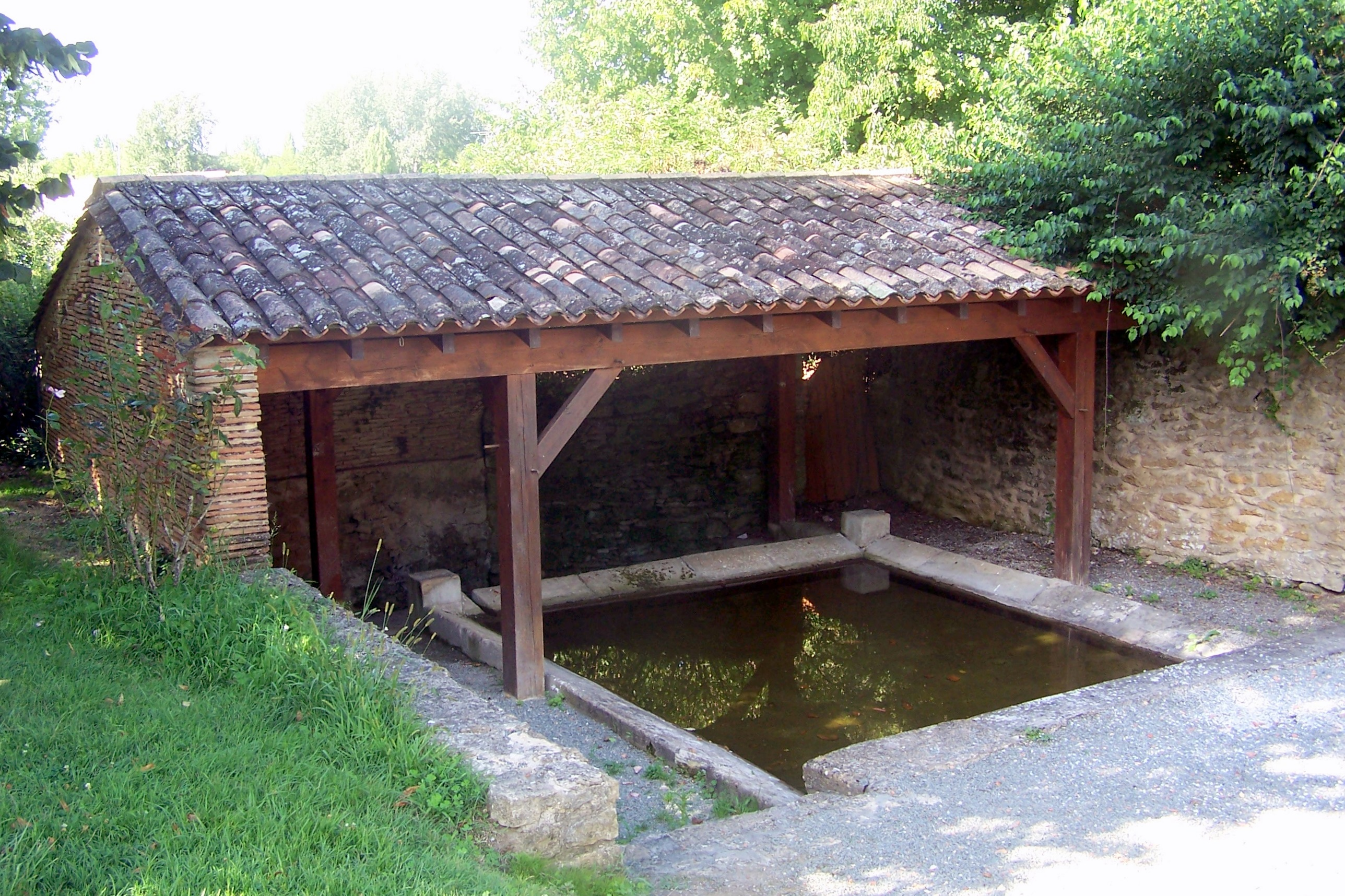
Waschhaus